# 제이켠
제이켠(J'Kyun, 본명: 김정태, 1985년 1월 11일 ~)은 대한민국의 힙합 MC이다. 2005년 Just Clap을 내고 데뷔하였다. 트렌디한 스타일의 음악, 언더그라운드의 패션 아이콘으로 평가받고 있다. 소속사는 GRVVONLY, 크루는 Diamond Tribe가 있으며 과거 빅딜 스쿼드의 멤버로도 활동한 바 있다.

## 바이오그래피

### 정견으로의 활동
J'Kyun이 처음 힙합을 시작한 것은 2003년의 일로, 당시 mo'REAL의 멤버였던 Marco의 추천으로 그는 힙합 음악계에 첫발을 들여놓게 되었다. 당시 그가 처음 사용한 예명은 정견이었다. Diamond Tribe의 멤버로써 압구정동 Club Belly 및 여러 클럽에서 공연 무대에 선 그는, 2003년 여름부터 정견은 자신의 데뷔 앨범에 대한 아이디어를 구체화하기 시작, Marco와 이령을 총 프로듀서로 하여 2년 간의 작업 끝에 데뷔 EP를 발표하였다. 이 앨범은 어느 정도 반향을 얻는 데는 성공하였으나 그의 인지도를 크게 늘이지는 못하였고, 이후 오랫동안 그의 활동은 Rama, 스윙스, Marco 등의 앨범 참여와 공연에 집중되었다.

### J'Kyun으로 이름을 바꾸다
그의 독자적 활동이 다시 눈에 띄기 시작한 것은 2008년으로, 우선 60row와 함께 Romantic City를 결성한 것이 있었다. 정견은 2010년까지 이 팀에서 활동하였는데, 그는 당시 Rocy라는 이름을 썼으며, 팀의 홍보 역시 비교적 조용하여 기존 팬들도 그가 Romantic City의 멤버라는 걸 아는데 오랜 시간이 걸렸다. 또 4인조 팀 양동근과 Smokie J의 중개로 2인조 MBP로 활동 중이던 팀에 놀부와 함께 합류, Fresh Boyz를 결성한 것도 이때쯤이었다. 무엇보다 그의 이름을 힙합 매니아들에게 제대로 각인시킨 계기는, 당시 이슈의 중심에 있던 San E에 대한 디스곡 〈형이 좀 해〉를 돌연 발표한 것이었다. 그가 J'Kyun으로 공식적으로 이름을 바꿔 공개한 것도 이때가 처음이었다.
이어 그는 grooVideo라는 UCC 연작 프로젝트를 개시하는 한편, 자신의 믹스테입 Long Time No See의 작업에 들어갔다. 이 믹스테입은 Deepflow가 계획 중이던 믹스테입 전문 판매 사이트 "Mixtreet.com"에서 첫 발매하는 믹스테입 중 하나가 될 예정이었으나, 점차 불어난 믹스테입의 저작권에 대한 논란으로 결국 인터넷에 무료 공개가 되었다. 우여곡절 끝에 믹스테입을 발표한 그는, 그 직후 빅딜 레코드를 계승하는 새로운 크루 빅딜 스쿼드의 멤버가 되었음을 밝혔다. 5월에는 솔로 앨범을 발표, 발매 2일 만에 초도 물량이 품절되는 좋은 결과를 얻었다. 한편, 이 앨범은 당시 J'Kyun의 어머니가 돌아가시면서 앨범에 담긴 〈엄마〉, 〈그땐 왜 몰랐을까〉 등의 곡으로 팬들에게 감동을 선사하는 한편, 3대 가수기획사 JYP, YG, SM을 소재로 삼은 곡 〈내가 간다면〉으로 힙합씬 바깥에서도 이슈가 되었다.
그해 10월, J'Kyun은 현재 언더그라운드 EP와 Kuan과의 프로젝트 팀 싱글을 준비 중이며, 빅딜 스쿼드와는 결별하기로 결정하였다고 발표하였다. 언더그라운드 EP는 2012년 여름 현재까지 나오지 않아 무산되거나 변경된 것으로 추측되나, Kuan과의 프로젝트 팀은 Louis.B라는 이름으로 2010년 11월 활동을 시작하여 두 장의 디지털 싱글을 발표하였다.

### 2010년 이후

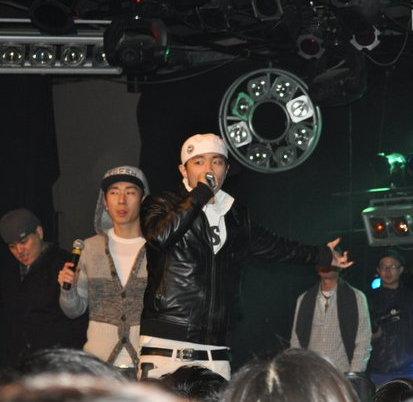
2010년 12월 26일 Still a Team 무대에서 공연 중인 제이켠

2012년 4월 J'Kyun은 새 앨범 《요즘 그냥》을 발표하였으며, 그에 앞서 Block B의 지코가 참여한 Hot MC를 발표하여 기대를 높였다. 이어 5월에는 싱가포르에서 열린 글로벌 뮤직자켓 "Music Matters"의 한국 대표로 발탁되어 공연을 펼쳤다. 이어 7월에는 새 싱글 《영화봐요 우리》의 발표와 함께 단독 쇼케이스를 열어 팬들과 만남의 자리를 가지면서 2012년 상반기를 성공적으로 마무리하였다. 한편, 8월에 나온 후레쉬보이즈의 새 싱글에는 J'Kyun이 참여하지 않았고 후레쉬보이즈가 3인조로 소개되어 J'Kyun이 탈퇴한 것으로 보인다.
2013년의 첫 활동은 새 앨범에 수록될 예정인 곡 ! (Exclamation Mark)를 공개한 것이었다. 이후 6월 두 번째 시즌을 방영한 Mnet SHOW ME THE MONEY 2에 경연자로 참여하였다. 메타 크루의 멤버로써 1차 본선에서 그는 1등을 거두면서 주목을 받았으나 이후의 경연에서 주춤하였고, D.O. 크루의 멤버로 트레이드된 후 4차 본선에서 결국 탈락하면서 준결승에 진출하지 못하였다. 그러나 마지막 몇 차례의 경연에서 보여준 공연곡 Scratch, Bad Boy 등은 '여자들에게 인기 얻으려고 달달한 곡만 한다'라는 그를 비난하는 의견을 어느 정도 바꿔놓는 등 좋은 반응을 이끌어냈다.
2016년 제이켠은 쇼미더머니 5 방송 뒤에 쇼미더머니 5 참가 사실이 알려졌다. 3차 예선까지는 합격 한 것으로 보여지나 1,2회 통편집으로 논란이 되고 있다.
이후 2019년에 콕스빌리라는 캐릭터로 가면을 쓰고 나와 맥대디와 1대1 배틀까지 갔으나 패배하고 탈락했다.
2020년에는 쇼미더머니 9에 또 콕스빌리로 나왔으나 1차 예선에서 탈락했다. 이때 전에  자신이 디스를 했던 스윙스에게 도발하는 듯한 행동을 해 논란이 되었다.
2022년에는 콕스빌리가 아닌 제이켠으로 다시 출현, 반성하는 태도를 보이며 예전의 제이켠으로 돌아왔다는 평을 받았으며, 음원미션에서 탈락했다.
대표곡: Walkin' Down the Street, 〈쿨한 척〉, 〈투 잡 허슬〉, 〈요즘 그냥〉, 〈영화봐요 우리〉, Heaven, Ponytail, Epilogue

## 디스코그래피

### 솔로
- 2005년 Just Clap EP
- 2005년 Walkin' Down the Street (BBENN Remix) 디지털 싱글 (무료 배포)
- 2010년 RE BIRTHDAY 정규 앨범
- 2012년 Hot MC 디지털 싱글
- 2012년 《요즘 그냥》 EP
- 2012년 《영화봐요 우리》 디지털 싱글
- 2013년 Ponytail 디지털 싱글
- 2013년 《에필로그》
- 2014년 《블루 스웨터》
- 2014년 《Burnt Up》
- 2015년 《나쁜 X》
- 2016년 《W A V Y》
- 2017년 《흠뻑》

### 팀 & 합작
- 2010년 Fresh Boyz - Fresh Everyday 미니 앨범
- 2010년 Louis.B - 《영화봐요 우리》 디지털 싱글
- 2011년 Bizniz & J'Kyun - Local Player 디지털 싱글
- 2011년 Louis.B - 《키세스해줘♡》 디지털 싱글
- 2014년 메이비 & J'Kyun - 식다 디지털 싱글
- 2016년 슈가볼 & J'Kyun - 남녀 사이에 친구가 어딨어 디지털 싱글

## 방송
《쇼미더머니 2》Top 8(6위)
《쇼미더머니 5》3차 예선 탈락 
《쇼미더머니 8》Top 54
《쇼미더머니 9》2차 예선 탈락
《쇼미더머니 11》Top 24

## 이슈

### 산이를 향한 디스
2008년 12월 31일 J'Kyun은 San E를 향한 디스곡 〈형이 좀 해〉를 온라인 상으로 공개하였다. 그는 디스곡과 함께 "가벼운 관심끌기에만 열올리는 친구들이 많아졌더라"며 "진중하게 생각해"라는 메시지와 함께 짧은 길이의 곡을 올렸고, 이는 상당한 파장을 불러왔다. 당시 San.E는 뛰어난 실력과 JYP 엔터테인먼트 입단 소식으로 단연 주목받는 루키 중 하나였으나 P-Type 디스곡 Bye P-Type을 발표하면서 상당한 논란의 대상이 되고 있는 상태였다. San E는 싸이월드 미니홈피를 통해 큰 불쾌감을 드러냈으나 반격곡은 발표하지 않았다. 디스곡 발표 며칠 후 J'Kyun은 힙합플레이야 뉴스란을 통해 "가장 전달하고 싶었던 메시지는 '진중하게 생각해'였는데 곡의 당사자조차 그 부분을 놓치고 약간의 실수를 한 것 같다"라며 "저 역시 진중함에 대해 고민하겠다"라고 밝혔다.
이후 J'Kyun의 1집 RE BIRTHDAY의 수록곡 Hot for Me에 San E가 피쳐링으로 참여하면서 팬들을 놀라게 하였으며, 둘이 화해했다는 것을 암시하였다. J'Kyun은 이후 인터뷰에서 "산이가 주목 받기 전부터 저는 그 친구의 랩을 굉장히 관심 있게 들었고" "‘어라? 나도 이만큼 하는데 한번 붙어볼래?’라는 생각으로 곡을 공개한 건데, 그게 말도 안 되게 이슈가 됐다"며, 이후 Deepflow를 통해 서로 소개받고 정식으로 인사하면서 서로 간의 악감정이 없는 상태에서 같이 작업을 하였다고 말하였다.

### 〈내가 간다면〉
2010년 J'Kyun 1집 수록곡 〈내가 간다면〉은 그 내용 때문에 화제와 오해를 불러일으켰다. 노래 가사는 "내가 간다면 YG에 간다면/아마도 빅뱅 보다도 훨씬 더 큰 Money maker" "SM에 CEO 에게 난 말해 내 실력은 숨막혀" 등 YG, SM, JYP를 향한 자신의 자신감을 내비치고 있으며, 특히 JYP에 대해서는 "내가 간다면 JYP에 간다면 일단 JY의 작곡 실력에 / 감탄 이리저리 비빈 곡들의 향연"이라는 가사 부분이 문제가 되어, 일부에서는 "조롱하는 곡"으로 소개가 되기도 하였다. J'Kyun은 인터뷰에서 곡은 별다른 생각 없이 단순한 컨셉에서 출발한 것이며 이슈화된 것이 재미있다는 생각이 들었다고 답하였다.

### 이치원과의 불화
《SHOW ME THE MONEY》 시즌 2에서 제이켠이 선보였던 곡 중 Scratch에는 "어머니 장례식에 와서 냈던 삼만원 아깝다고 말했던 새끼 부끄러워해라"라는 가사가 포함되어있다. 가사에는 그 대상이 누군지 명확히 드러나있지는 않으나, 제이켠 팬들과 힙합 매니아들 사이에는 이것이 언더그라운드 힙합 프로듀서 EachONE을 가리킨 것이라는 말이 퍼졌다. 결국 누군가 EachONE에게 직접적으로 사실 여부를 확인하는 트윗을 날렸고, 이치원은 자신이 맞음을 인정하면서 "여기저기 박쥐처럼 다니는 사람 말 따위 신경 쓰지 않는다"고 말하였다. 얼마 지나지 않아 EachONE은 제이켠에 관련된 민감한 사항들을 꺼내며 공격적인 트윗을 연속적으로 몇 차례 업로드하여 논란이 확산되었다. 파장이 커지자 EachONE은 "네이버 검색 1위를 다 시켜주고..."라는 글과 함께 트윗을 다 삭제하였으며, 제이켠 측에서 아무런 반응이 없어 사태는 흐지부지 종결되었다.

### 불리 다 바스타드,저스디스와의 디스전
2019년 래퍼 불리와 SNS로 설전을 이어가며 불리 다 바스타드, 저스디스와 디스전을 벌였다.

## grooVideo
grooVideo는 J'Kyun이 2009년 시작했던 UCC 프로젝트로 "음악이 있는 거리거리마다 함께하는 뮤지션과 팬 여러분 그리고 많은 움직임들에 대한 영상"으로 기획되었다. 시리즈의 첫 작품은 J'Kyun의 Rap Baby라는 곡이었으며, 이후 Rap Dealears, Groovy J, 〈투 잡 허슬〉 등 여러 곡의 뮤직비디오가 시리즈의 일부로 제작되었다. J'Kyun이 빅딜 스쿼드에 함께 할 때는 촬영 담당 멤버였던 Timo가 그와 함께 하였다. 그러나 1집 발매 이후 grooVideo는 뜸해졌으며, J'Kyun은 바빠서 제대로 못하고 있지만 재밌는 것을 많이 생각하고 있다고 밝혔다. 그러나 이후에도 신작은 나오지 않았으며, 결정적으로 J'Kyun이 빅딜 스쿼드에서 탈퇴하면서 grooVideo는 끝이 난 것으로 보인다.

## 이름
- 정견은 그가 처음 데뷔할 때 썼던 랩네임으로, 고등학교 때 자신의 본명 김정태 중 태(太)를 견(犬)으로 잘못 썼던 일화에서 유래한 별명이다.[15]
- J'Kyun은 2008년 12월부터 쓴 그의 현재 예명으로, 정견의 영어 표기가 예쁘지 않다는 이유로 영어 표기로 바꾼 것이다.[11]

## 방송
- 쇼미더머니 11 - Top20